# Добавочный нерв
Доба́вочный нерв (ранее прибавочный нерв, нерв Вилизия, лат. nervus accessorius (Willisii)) — XI пара черепных нервов. Содержит двигательные нервные волокна, иннервирующие мышцы, ответственные за повороты головы, приподнимание плеча и приведение лопатки к позвоночнику.

## Анатомия
Добавочный нерв — двигательный. Он состоит из двух частей — церебральной и спинномозговой. Это связано с тем, что ядра добавочного нерва (nervus accessorius) расположены в двух местах. Одно ядро (церебральное) — двоякое ядро (лат. nucleus ambiguus), общее с языкоглоточным и блуждающим нервами. Волокна, отходящие от этого ядра, образуют церебральную часть добавочного нерва, которая выходит из борозды продолговатого мозга, позади оливы.
Второе ядро — ядро добавочного нерва (лат. nucleus n.accessorii) залегает в заднебоковом отделе переднего рога серого вещества спинного мозга на протяжении верхних 5-6 шейных сегментов.
Корешки, выходящие из продолговатого мозга в количестве 4-5, образуют верхний или церебральный корешок.
Корешки, отходящие от бокового канатика спинного мозга, между передними и задними спинальными корешками, объединяясь, образуют спинномозговой корешок n.accessorius (лат. radix spinalis nervi accessorii), который поднимается вверх и через большое затылочное отверстие (лат. foramen magnum) проникает в полость черепа. Здесь обе группы волокон соединяются и образуют ствол n.accessorii. Этот ствол через яремное отверстие (лат. foramen jugulare) (вместе с IX и X парами) выходит из полости черепа и разделяется на 2 ветви:
1. Внутренняя ветвь (лат. ramus internus) подходит к блуждающему нерву и входит в его состав
2. Наружная ветвь (лат. ramus externus) следует вниз и на уровне угла нижней челюсти отклоняется кзади под грудинно-ключично-сосцевидную мышцу (лат. m.sternocleidomastoideus); здесь n.accessorius отдаёт к ней ряд мышечных веточек, соединяясь в её толще с ветвями шейного сплетения (третий шейный нерв). Дальше нерв выходит из-под наружного края этой мышцы, выше середины его протяжения, в область латерального шейного треугольника, вступает под передний край трапециевидной мышцы (лат. m.trapezius) и иннервирует последнюю.

## Функция
Добавочный нерв несёт двигательные нервные волокна к mm.sternocleidomastoideus et trapezius, соответственно функция добавочного нерва тождественна функции этих мышц. Таким образом, функцией n.accessorius является поворот головы в противоположную сторону (m.sternocleidomastoideus), приподнимание плеча, лопатки и акромиальной части ключицы кверху (пожимание плечами), оттягивание плечевого пояса кзади и приведение лопатки к позвоночнику, а также поднимание плеча выше горизонтали (за что ответственна m.trapezius).
Следует отметить, что нейроны спинномозговой порции n.accessorius получают импульсы из коры головного мозга с обеих сторон, но преимущественно — с противоположной стороны. В дополнение к этому, нейроны получают экстрапирамидные и рефлекторные нервные импульсы по тектоспинальному (лат. tractus tectospinalis), вестибулоспинальному (лат. tractus vestibulospinalis) путям и медиальному продольному пучку (лат. fasciculus longitudinalis medialis), которые, по всей видимости, отвечают за непроизвольный поворот головы в ответ на звук или резкий свет.

## Клиника
Поражение добавочного нерва может быть либо вследствие центральных (интрамедуллярных, интрацеребральных) или периферических патологических процессов. Нарушение его функции может быть обусловлено первичным инфекционным или токсическим по характеру поражением самого нерва или его ядра (полиомиелит, клещевой энцефалит и т. д.), но оно может также иметь вторичное происхождение и возникать при поражении шейных позвонков и при патологических процессах в задней черепной ямке или на шее.
- При одностороннем поражении проекционных зон коры добавочного нерва нарушения его функции обычно не наблюдается, в связи с тем, что ядро добавочного нерва получает нервные импульсы из обоих полушарий.
- Ядро добавочного нерва получает волокна из экстрапирамидной системы. Судороги мышц, иннервируемых XI нервом, чаще бывают односторонними и являются результатом корковых или подкорковых раздражений. Тоническая судорога даёт картину спастической кривошеи (лат. torticollis spasticus); клоническая — подёргивания головы в противоположную сторону, иногда с одновременным подниманием плеча.
- Двухсторонняя клоническая судорога приводит к кивательным движениям головы (салаамова судорога, spasmus nutans).
- Поражение XI нерва ведёт к развитию периферического паралича или пареза грудино-ключично-сосцевидной и трапециевидной мышц. Наступает их атрофия, обычно ведущая к асимметрии. Плечо на больной стороне опущено, лопатка нижним углом отходит от позвоночника и оказывается смещённой кнаружи и вверх («крыловидная лопатка»). Затруднены поднятие надплечья («пожатия плечом») и возможность поднять руку выше горизонтального уровня. Значительно затруднён поворот головы в противоположную сторону, за счёт пареза грудино-ключично-сосцевидной мышцы. При двустороннем поражении отмечается свисание головы.
- Поражение добавочного нерва обычно сопровождается глубинной, трудно локализуемой болью в руке на стороне поражения, которая вызвана перерастяжением суставной сумки и связочного аппарата плечевого сустава в связи с параличом или парезом трапециевидной мышцы.
- В случае одностороннего разрушения передних рогов спинного мозга на уровне 1-4 шейных сегментов (полиомиелит, травма, асимметричная сирингомиелия) развивается вялый паралич добавочного нерва на стороне поражения. Вялый паралич добавочного нерва также наблюдается при периферическом поражении его наружной ветви. Вялый паралич добавочного нерва, вызванный поражением передних рогов спинного мозга и его наружной ветви имеет одно небольшое отличие. Так периферическое поражение сопровождается вялым параличом грудино-ключично-сосцевидной мышце, в то время как в трапециевидной мышце парез развивается лишь в её ростральной (верхней) части, так как эта мышца иннервируется также спинномозговыми двигательными корешками С3-С4.

## Методика исследования
После осмотра и пальпации мышц, иннервируемых добавочным нервом, больному предлагают повернуть голову сначала в одну, а затем в другую сторону, поднять плечи и руку выше горизонтального уровня, сблизить лопатки. Для выявления парезов мышц обследующий оказывает сопротивление в выполнении этих движений. С этой целью голову больного удерживают за подбородок, а на плечи укладывают руки обследующего. Во время поднимания плеч проводящий обследование удерживает их с помощью усилия.
Ввиду избыточного провисания руки на стороне поражения у больного, стоящего по стойке «смирно» с опущенными по швам руками, можно отметить, что рука на стороне, где отмечается недостаточность функции XI нерва, опущена ниже, чем на здоровой стороне. Если больному предложить вытянуть руки вперёд перед собой, чтобы ладони при этом касались друг друга, а пальцы были вытянуты, то концы пальцев на поражённой стороне будут выступать вперёд больше, чем на здоровой стороне.